# Rittergut Groß Glienicke

Rittergut Groß Glienicke um 1873/73, Sammlung Alexander Duncker

Das Rittergut Groß Glienicke war ein im späten Mittelalter in Groß Glienicke am Nordende des Groß Glienicker Sees errichteter Gutshof, der sich seit der ersten Erwähnung im Jahr 1375 im Besitz mehrerer märkischer Adelsfamilien befand. Bis 1788 lebte die Familie von Ribbeck auf dem Anwesen, beginnend mit Georg von Ribbeck, der es 1572 erwarb. Nach dem Tod der letzten Besitzer, des Ehepaares Otto und Dorothea von Wollank, wurde das Rittergut durch die Tochter wegen seiner Schuldenlast 1938 aufgegeben. Das Herrenhaus brannte 1945 ab, während der unter Denkmalschutz stehende Gutspark Groß Glienicke zum Teil noch erhalten ist.

## Geschichte
Im Jahr 1375 wurde Hans von Falkenrehde als erster Besitzer des Gutes erwähnt. Im 15. Jahrhundert hatte das Gut mehrere Besitzer, darunter die märkische Adelsfamilie von Bernewitz (ab 1476). Im Jahr 1572 wurde es von Georg von Ribbeck, dem Kurbrandenburgischen Amtshauptmann in Spandau, erworben. Georg von Ribbeck begründete somit den osthavelländischen Zweig der Familie von Ribbeck, der das Gut 216 Jahre lang bewohnte. Bekannteste Vertreter des Ribbeck`schen Adelsgeschlecht vor Ort waren dann in Erbfolge Hans Georg I. von Ribbeck (* 1577 in Spandau, Berlin; † 1647 in Berlin), kurbrandenburgischer Beamter, ebenfalls Kommandant von Spandau,, sein Sohn Hans Georg II. von Ribbeck (* 1601; † 1666), u. a. kurbrandenburgischer Kammerherr sowie wiederum dessen Sohn Hans Georg III. von Ribbeck (* 1639; † 1703 in Groß Glienicke), der Domherr, Landrat und Direktor der Kurmärkischen Ritterschaft wurde. Unter der Familie von Ribbeck entstand auch die erste Gartenanlage, die sich nördlich der mittelalterlichen Landstraße (der späteren Gutsstraße) unmittelbar gegenüber der Hofanlage befand. Finanzielle Schwierigkeiten zwangen die Familie schließlich 1788 zum Verkauf des Gutes an Christian Ludwig von Winning, in dessen Besitz es wohl bis 1835 blieb.

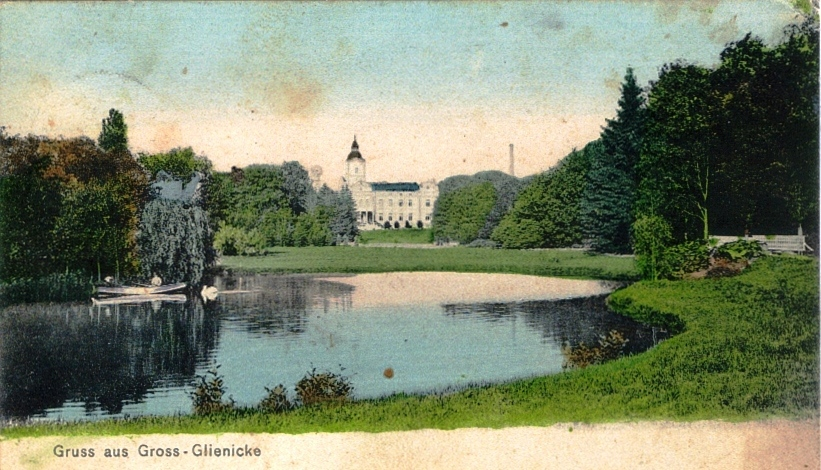
Schloss Groß Glienicke um 1910 (1945 zerstört)

Anschließend war das Gut im Besitz der Familie Landefeldt, die ab 1840 mehrere Wirtschaftsgebäude errichtete. Von 1850 bis 1868 wurde die Gutsanlage komplett umgestaltet und um eine Dampfbrennerei, eine Dampf-Mehl-Mühle sowie eine Ziegelei mit Ringofen-Betrieb erweitert. Östlich der Ribbeckschen Gartenanlage wurden vermutlich 1847/48 das Herrenhaus im klassizistischen Stil errichtet sowie ein Landschaftspark angelegt, der heute unter Denkmalschutz stehende Gutspark Groß Glienicke. Vor 1880 gehörten 1412 ha zum kreistagsfähigen Rittergut Groß Glienicke. Davon waren 813 ha Forsten. 1890 erwarb Familie Wollank aus Berlin das Gut. Der Erbe wurde nobilitiert, Otto von Wollank. In dieser Zeit wurde der Verkehr von der mittelalterlichen Gutsstraße auf die neu angelegte Chaussee nach Potsdam (heutige B 2) umgeleitet. 1903 wurde die Gutsstraße durch das bis heute erhaltene Potsdamer Tor eingefasst, im Osten war bereits 1867 das Spandauer Tor errichtet worden. 1914 umfasste das Rittergut noch 1008 ha.
1927/1928 endete aufgrund veränderter Verwaltungsgesetze die selbständige Funktion des „Gutsbezirkes“ als juristisch eigenständiger Ort. Es erfolgte landesweit die Fusion der Gutsbezirke mit den Gemeinden, ohne, dass sich die kirchlichen, die privaten oder öffentlich-rechtlichen Besitzverhältnisse änderten. Otto und Dorothea von Wollank starben 1929 bei einem Autounfall. Alleinerbin wurde die Tochter Ilse (1896–1967), verheiratet mit dem rügenschen Gutsbesitzer Robert von Schultz-Vaschvitz. Bis etwa 1937 betreute die Familie von Schultz Gut Groß Glienicke. Sie wohnte auch im hiesigen Herrenhaus, Robert von Schultz war zeitgleich SA-Standartenführer (Oberst) und Leiter der SA-Standarte (Regiment) Nauen, und lebten dann teils im Wechsel zwischen Groß Glienicke und ihrem Gut auf Rügen.
Letztlich erzwangen 1938 wirtschaftliche Probleme der Familie von Schultz den Verkauf des Gutes Groß Glienicke an den Fiskus. 1945 brannte das Herrenhaus aus ungeklärten Gründen ab, möglicherweise durch Brandstiftung sowjetischer Besatzungstruppen. Die Familie von Schultz ging auf ihre Güter auf Rügen.